# 友成

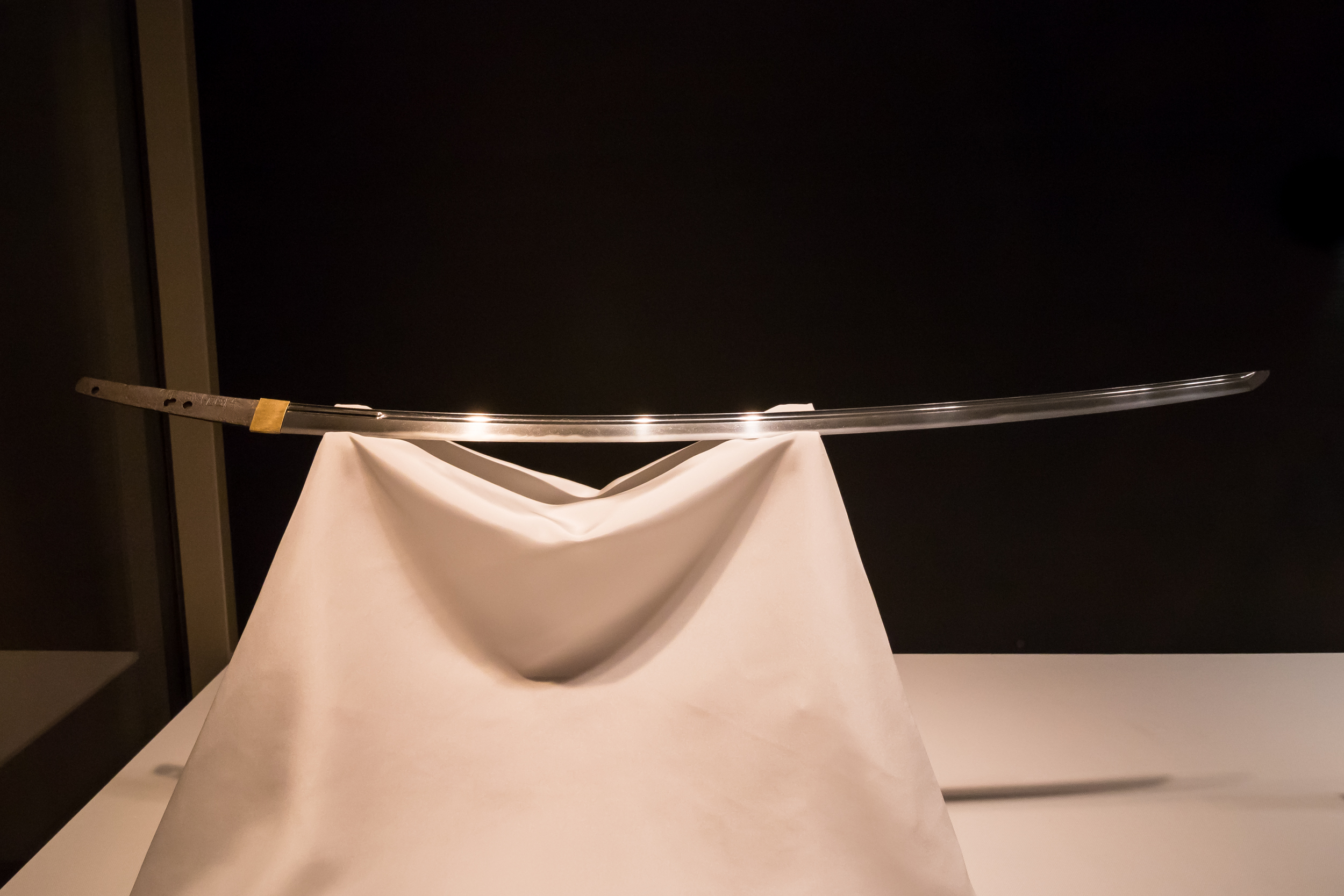
銘「備前国友成造」（国宝）

友成（ともなり）は、平安時代中・後期の備前国(岡山県)の刀工。生没年不詳。正恒と並んで古備前派を代表する名工。父実成とともに一条天皇の剣を鍛えたという。古備前では最古の刀工で、永延(987年 - 989年)の頃の人といわれる。しかし、嘉禎(1235年 - 1238年)の年号を刻んだ作もあり、同銘が鎌倉時代まで続いており、また平安時代の作でも銘の書風が異なるものもあるため、複数の同名刀工が存在していたと考えられる。最古の代表作は名物「鶯丸」太刀(御物)。

## 概要
友成は古備前を代表する刀工であり、古伝書にはその時代を永延（987 - 989年）頃と伝える。古備前とは、特定の流派や刀工集団を指すものではなく、備前の刀工のなかでも時代のさかのぼるものを指す総称である。友成銘の現存刀には「備前国友成」「備前国友成造」のような長銘のものと、「友成」「友成作」のような二字銘ないし三字銘のものがある。前者の代表は御物の鶯丸太刀（銘備前国友成）と東京国立博物館蔵の太刀（銘備前国友成造）、後者の代表は厳島神社の太刀（銘友成作）で、前者のほうが時代が上がるとみられる。これらとは別に鎌倉時代の嘉禎（1235 - 1238年）の年紀を有する作刀もあり、異なった時代に同名の刀工が複数存在したとみられる（刀工の襲名が一般化するのは室町時代以降であり、友成の場合は襲名とは考えがたい）。
鶯丸太刀は地鉄が肌立ち、地沸（じにえ）が厚くつき、乱映りがあらわれ、刃文は直刃（すぐは）調の小乱で、上半は湾れ刃（のたれば）をまじえる。作風から10世紀末〜11世紀初の作とみられ、刀工の個名のわかる日本刀としてはもっとも古いものの一つである。一方、平宗盛奉納の社伝のある厳島神社の太刀は、作風から鶯丸と同時代とは考えがたく、12世紀の作とみられる。地鉄は小板目肌がよく約（つ）み、刃文は整った直刃を焼いている。高照神社の太刀、喜多院の太刀などは、厳島の太刀よりさらに年代が下がるとみられる。
嘉禎銘の作刀としては静嘉堂文庫美術館の太刀（銘□□五月六日　友成）と個人蔵の太刀がある。いずれも「嘉禎」の銘字を磨り消しているが、古い押形（光山押形など）によって元は嘉禎の年号があったことがわかる。

## 作品
国宝・重要文化財指定物件は以下のとおり。

### 国宝
- 太刀 銘友成作（広島・厳島神社蔵）1914年重文指定、1952年国宝指定。『厳島宝物図絵』に平宗盛奉納とある[9]。
- 太刀 銘備前国友成造（東京国立博物館蔵）1931年重文指定、1952年国宝指定。
- 梨子地桐文螺鈿腰刀（中身に友成作と銘がある）（広島・厳島神社蔵）1899年重文指定、1956年国宝指定。外装は室町時代の作品。

### 重要文化財
- 赤銅造太刀 中身銘友成作（奈良・春日大社蔵）1901年指定
- 太刀 銘友成（埼玉・喜多院蔵）1910年指定。鎌倉時代の作品。
- 太刀 銘友成作（青森・高照神社 - 高岡の森弘前藩歴史館蔵）1925年指定。平安時代末期から鎌倉時代初期の作品で、藩祖津軽為信が豊臣秀吉から拝領したものという。
- 太刀 銘備前国□□（伝友成）（山口・毛利博物館蔵）1933年指定
- 太刀 銘□□五月六日　友成（東京・静嘉堂文庫蔵）1941年指定
- 太刀 銘備前国友成（岡山・個人蔵）1987年指定